# Kamikaze (hãng thu âm)
Kamikaze (tiếng Thái Lan: กามิกาเซ่) là một hãng đĩa thu âm Thái Lan do Công ty Trách nhiệm hữu hạn Đại chúng RS sở hữu. Hãng đĩa được thành lập năm 2007 bởi Sutipong Wattanajung,. dành cho thanh thiếu niên tuổi từ 14 đến 22 được phát hành các ca khúc của họ. Một trong những nghệ sĩ đầu tiên của hãng đĩa là nhóm nhạc Four-Mod. Ban đầu, Kamikaze định hướng sản phẩm của họ là T-pop, tương tự như các thể loại K-pop, J-pop và nhạc pop phương Tây đã bắt đầu thịnh hành lúc bấy giờ. Kể từ khi Kamikaze ra mắt album đầu tay 'Kamikaze', hãng đã đạt được thành công và sức phổ biến lớn. Đích nhắm của hãng này là những thanh thiếu thiên và người trẻ, đầy sức trẻ để thể hiện tài năng và trải nghiệm. Kamikaze cho ra đời những nghệ sỹ có tên tuổi, các sản phẩm âm nhạc gây sốt cả trong và ngoài nước. Tuy nhiên, qua thời gian, sức hút của các sản phẩm dần xuống dốc, 1 vài nghệ sỹ thế hệ cũ lần lượt rời khỏi công ty và được thay thế. Kamikaze có ý định chuyển sang mở rộng tiếp cận các khán giả ở tỉnh, thay vì chỉ là khu vực thành thị như trước. Ở thế hệ nghệ sỹ thứ ba, họ gặp khó khăn trong việc được tiếp nhận các sản phẩm âm nhạc tại Thái Lan, trong bối cảnh thị trường âm nhạc đang mở rộng. Vào tháng 9 năm 2017, có 1 tin đồn lan truyền trên internet rằng Kamikaze đã đóng cửa, mặc dù có nhiều báo cáo bác bỏ tin đồn này. Và đến nay, công ty đã hoạt động trở lại với Freshybii, Gracy, Utter và KKP.

## Nghệ sĩ

### Hiện tại (2017)
- Faye Fang Kaew (เฟย์ ฟาง แก้ว)
- Four-Mod (โฟร์-มด)
- Neko Jump (เนโกะ จัมพ์)
- Knomjean (ขนมจีน)
- Jamila (จามิล่า)
- Waii (หวาย)
- Jinny (จินนี่)
- Kat-Pat (แคท-แพท)
- X-I-S (เอกซ์ ไอ เอส)
- Kiss me five (คิส มี ไฟฟ์)
- 3.2.1 (ทรี.ทู.วัน)
- Timethai (ธามไท)
- AB Queen (เอบี ควีน)
- Split (สปลิท)[2]
- Carol (แครอล)
- Fah (ฟ้า)
- Jeff (เจฟ)
- Thank you (แต้งกิ้ว)
- Marc
- Third
- Mind
- Creamy
- Angie
- Green
- Part
- May

### Trước đây
- K-otic (เค-โอติก)
- Payu Clark (พายุ คลาร์ค)
- Chilli White Choc (ชิลลี่ ไวท์ ช็อค)
- Siska (ซิสก้า)
- Jam (แจม)
- SWEE:D (สวีต ดี)
- Square Circle (สแควร์ เซอร์เคิล)
- Nink-Pink (นิ้ง ปิ๊ง)
- Kitty (คิตตี้)

### Nhóm đặc biệt
- Kamikaze (กามิกาเซ่)
- Lipz Project (ลิปซ์ โปรเจกต์)
- Seven Days (เซเวนเดส์)
- 2 High (ทู ไฮ)
- Monkey Hero (มังกี้ ฮีโร่)
- Seven Days 2 (เซเว่นเดส์ 2)
- Demo Project (เดโม โพรเจกต์)
- Arisara (อริศ(ส)รา)